# Pitcairnia occidentalis
Pitcairnia occidentalis är en gräsväxtart som beskrevs av Lyman Bradford Smith. Pitcairnia occidentalis ingår i släktet Pitcairnia och familjen Bromeliaceae.
Artens utbredningsområde är Colombia.

## Underarter
Arten delas in i följande underarter:
- P. o. alversonii
- P. o. occidentalis